# Sappalojärvi
Sappalojärvi är en sjö i Gällivare kommun i Lappland och ingår i Kalixälvens huvudavrinningsområde. Sjön har en area på 0,518 kvadratkilometer och ligger 406,3 meter över havet. Sjön avvattnas av vattendraget Sappalojoki.

## Delavrinningsområde
Sappalojärvi ingår i det delavrinningsområde (748241-173036) som SMHI kallar för Mynnar i Moskojärvi. Medelhöjden är 417 meter över havet och ytan är 9,46 kvadratkilometer. Det finns inga avrinningsområden uppströms utan avrinningsområdet är högsta punkten. Sappalojoki som avvattnar avrinningsområdet har biflödesordning 3, vilket innebär att vattnet flödar genom totalt 3 vattendrag innan det når havet efter 300 kilometer. Avrinningsområdet består mestadels av skog (83 procent). Avrinningsområdet har 0,87 kvadratkilometer vattenytor vilket ger det en sjöprocent på 9,2 procent.